# Lume albă
Lume albă (uneori citat ca Lumea albă) este primul album de studio al formației rock românești Sfinx. Înregistrările au fost realizate în primăvara lui 1975, discul fiind publicat în același an. Reprezintă, alături de Cantofabule al formației Phoenix, unul din primele albume românești pe care se poate auzi sonoritatea unui sintetizator, dar și una dintre înregistrările timpurii cu un astfel de instrument (Sfinx înșiși experimentaseră în această direcție prima oară pe discul EP Coborîse primăvara). La acest disc a contribuit compozitorul, cântărețul și chitaristul Dan Bădulescu, la acea vreme cel mai nou membru al grupului (prezent însă și pe înregistrarea discului single în colaborare cu Dida Drăgan, Glas de păduri).

## Lista pieselor
Sunt menționate în dreptul fiecărei piese numele compozitorului și cel al textierului care a realizat-o. Momentele instrumentale sunt marcate ca atare; un singur nume apare acolo unde compoziția și textul au fost realizate de o aceeași persoană. Atât titlurile pieselor, cât și numele celor implicați sunt scrise așa cum apar pe spatele copertei discului. Singura diferență este în cazul ultimei piese, pentru care textul este greșit atribuit pe disc. Minutajele pentru piese sunt, de asemenea, reproduse de pe coperta discului.
1. a) Răsărit (Dan Bădulescu, instrumentală)
b) Călătorul și copacul (Mihai Cernea – Anton Pann) – în total, 4:20
2. Secolul vitezei (Dan Aldea) – 3:20
3. Sinteze (Dan Aldea, instrumentală) – 6:55
4. Magelan (Dan Bădulescu) – 2:50
5. Lume albă (Mihai Cernea, instrumentală) – 2:30
6. Horă de băieți (Mihai Cernea – Tudor Arghezi) – 4:35
7. Norul (Dan Aldea – Shelley în traducerea lui Al. Philippide) – 4:35
8. Muntele (Dan Aldea – Petre Gott) – 6:55
9. Om bun (Dan Aldea – Adrian Hoajă) – 3:05

## Personal
- Dan Andrei Aldea – lider, compozitor, textier, chitară electrică, sintetizator, vioară, blockflöte, voce
- Mihai Cernea – compozitor, baterie, celestă, voce
- Dan Bădulescu – compozitor, textier, chitară electrică, chitară cu 12 corzi, chitară bas, voce
- Corneliu „Bibi” Ionescu – chitară bas
- Anca Vijan (invitată) – voce
- Theodor „Fredi” Negrescu – maestru de sunet
- Aurel Mihailopol – fotograf
- Iulia Maria Cristea – redactor

## Coperta discului
Pornind de la ideea lui Mișu Cernea, pe coperta discului apare un colaj de articole din presa vremii privitoare la Sfinx, deasupra cărora sunt așezate fotografiile celor patru membri ai formației. Pozele acestora sunt, la rândul lor, decupate dintr-o imagine mai mare, executată de fotograful Aurel Mihailopol pentru revista „Flacăra” la întoarcerea formației din R.D. Germană, unde participase alături de cântăreața Dida Drăgan la „Festivalul cântecului angajat” din Berlin și într-un turneu (desfășurate la începutul anului 1975). De vreme ce Dida Drăgan (cu care Sfinx a colaborat doar pentru o scurtă perioadă)
apărea în fotografia lui Mihailopol între Bădulescu și Cernea, singura soluție găsită pentru a-i „alătura” pe cei patru a fost colajul (la o privire mai atentă, se poate observa și pe copertă o parte din mâneca Didei la Bădulescu). În plus, ordinea celor patru a fost schimbată pentru copertă.

## Conținut
Materialele apărute pe discul Lume albă, editat cu întârziere de către casa de discuri Electrecord, reflectă o parte din repertoriul de concert al formației în formula de cvartet cu Dan Bădulescu. Unele piese au fost compuse anterior acestei perioade: „Om bun” (scrisă în 1973 de către Aldea, când Sfinx era în formula de trio fără baterist) și „Lume albă”, a cărei partitură pentru chitara bas fusese scrisă de Cernea cu mulți ani în urmă. Referitor la stilul abordat, criticul muzical Mihai Plămădeală notează: „Sunetul și concepția trimit spre progresiv, dar spiritul pop este prezent în numeroase momente, odată cu trecerea anilor acest fapt neavantajând formația, chiar dacă la vremea respectivă cota de audiență era mai mare în relație tocmai cu nivelul de comunicare stabilit.”
Discul reprezintă una dintre primele înregistrări din România cu sunet de sintetizator. Dan Andrei Aldea a declarat într-un interviu din 2002 că nu se poate vorbi despre întâietatea absolută în privința utilizării unui astfel de instrument în țară: această finalitate a fost atinsă de formațiile Sfinx și Phoenix cam în același timp. Trebuie remarcat faptul că asemenea performanțe erau realizate de către muzicieni în concerte, materialele discografice fiind negrăitoare în acestă privință din cauza întârzierilor cauzate de cenzură – astfel, primele apariții cu sintetizator s-au produs în anul 1974. În acel an, Sfinx a înregistrat discul EP Coborîse primăvara, unde este folosit Bibsynthesizer (aparatul era excesiv de sensibil la schimbări de temperatură, fapt care crea dificultăți în timpul concertelor); în schimb, instrumentul a fost îmbunătățit pentru albumul Lume albă, primind porecla „Crocodilul” pentru scaiul verde cu care era acoperit. (În 1976, formația va reuși să achiziționeze un prim sintetizator Korg.)
În continuare, sunt prezentate piesele de pe disc, fiind notat aportul muzicienilor la fiecare în parte (instrumentație și voci), numele compozitorilor și cele ale autorilor textelor (reluate pentru ușurința citirii), alături de considerații critice și alte informații despre compoziții.

#### Răsărit
- compoziție: Dan Bădulescu
- versuri: — (piesă instrumentală)
- interpreți: Dan Aldea (chitară, sintetizator) • Dan Bădulescu (chitară) • „Bibi” Ionescu (chitară bas) • Mișu Cernea (baterie)

Piesa ce deschide albumul Lume albă face parte dintr-un potpuriu, continuându-se prin compoziția lui Cernea, „Călătorul și copacul”. Este un moment instrumental demarat de chitara electrică; restul orchestrei își face apariția treptat. Unde este așteptat să înceapă dezvoltarea, piesa se încheie printr-un efect de fade out. 
Este folosită treapta a șaptea a gamei atât ca subton, cât și ca sensibilă. Efectul este reluat în piesa „Călătorul și copacul”, fapt care contribuie la unitatea dintre cele două momente. Într-un alt context, se poate face o paralelă cu piesa „Asfințit”, de asemenea compusă de Bădulescu în 1972.

#### Călătorul și copacul
- compoziție: Mișu Cernea
- versuri: Anton Pann
- interpreți: Dan Aldea (chitară, vioară, voce) • „Bibi” Ionescu (chitară bas) • Mișu Cernea (baterie, voce)

Criticul Mihai Plămădeală numește „Călătorul și copacul” momentul cel mai apropiat de sonoritatea pop de pe disc. Piesa este o glumă muzicală, balansul tărăgănat al muzicii fiind pe potriva textului umoristic. Construcția sonoră este tonală (într-un înțeles lărgit, fiind inclus și acordul major al subtonicei) și modulează la un semiton ascendent în două momente, culminând cu soloul de vioară al lui Aldea, în maniera violonistului Stéphane Grappelli. Finalul este o scurtă concluzie a viorii care risipește sentimentul tonal.

#### Secolul vitezei
- compoziție: Dan Aldea
- versuri: Dan Aldea
- interpreți: Dan Aldea (chitară, sintetizator, voce) • Dan Bădulescu (chitară) • „Bibi” Ionescu (chitară bas) • Mișu Cernea (baterie)

„Secolul vitezei” abordează un limbaj armonic avansat, împrumutând acorduri specifice muzicii de jazz (între care majorul supranumit acordul Hendrix – cu septimă mică și nonă mărită). Tempoul este rapid, în conformitate cu ideea desprinsă din titlu și versuri. Structura se bazează pe un riff alcătuit în interiorul unei tetratonii de cvarte perfecte, poate inspirat de piesa Bitches Crystal (1971) a formației britanice Emerson, Lake & Palmer. Metrul folosit este {\displaystyle {\tfrac {12}{8}}}, repartizat astfel: 3+3+2+2+2. Compoziția cuprinde o scurtă introducere (care se reia mai apoi pentru a delimita diferite părți ale piesei), cuplete, un refren, momente solistice ale chitarei și sintetizatorului, un refren și o coda (free time); prin urmare, se propune o structură dintre cele mai des întâlnite în muzica rock.
Piesa a fost apreciată în epocă, dar și mai târziu, ca fiind una dintre cele mai bune lucrări de rock progresiv elaborate în România. Cornel „Muzicuță” Ionescu a declarat într-un interviu din 2003: „ce făcuse el (Aldea – n.n.) cu (...) «Secolul vitezei» n-apucase să facă la ora aia, din partidele anglo-saxone, nici Brian May de la Queen! (...) Cvintoletele, sextoletele – de nu mai aveai loc nici de o lamă de ras între note – erau absolut unice.”

#### Sinteze
- compoziție: Dan Aldea
- versuri: — (piesă instrumentală)
- interpreți: Dan Aldea (chitară, sintetizator) • Dan Bădulescu (chitară) • „Bibi” Ionescu (chitară bas) • Mișu Cernea (baterie)

#### Magelan
- compoziție: Dan Bădulescu
- versuri: Dan Bădulescu
- interpreți: Dan Aldea (chitară, sintetizator, voce) • Dan Bădulescu (chitară, chitară cu 12 corzi, chitară bas, voce) • „Bibi” Ionescu (chitară bas) • Mișu Cernea (baterie)

#### Lume albă
- compoziție: Mișu Cernea
- versuri: — (piesă instrumentală)
- interpreți: Dan Aldea (chitară, sintetizator, voce) • Mișu Cernea (chitară bas, voce)

#### Horă de băieți
- compoziție: Mișu Cernea
- versuri: Tudor Arghezi
- interpreți: Dan Aldea (chitară, voce) • Dan Bădulescu (chitară) • „Bibi” Ionescu (chitară bas) • Mișu Cernea (baterie, voce)

#### Norul
- compoziție: Dan Aldea
- versuri: Percy B. Shelley (traducere de Alexandru Philippide)
- interpreți: Dan Aldea (chitară, voce) • Dan Bădulescu (chitară, voce) • Anca Vijan (voce) • „Bibi” Ionescu (chitară bas) • Mișu Cernea (baterie)

#### Muntele
- compoziție: Dan Aldea
- versuri: Petre Got [sic!][11]
- interpreți: Dan Aldea (chitară, sintetizator, voce) • Dan Bădulescu (chitară, voce) • „Bibi” Ionescu (chitară bas) • Mișu Cernea (baterie)

#### Om bun
- compoziție: Dan Aldea
- versuri: Adrian Hoajă
- interpreți: Dan Aldea (blockflöte, celestă, voce) • Dan Bădulescu (chitară cu 12 corzi) • „Bibi” Ionescu (chitară bas)